# Pia Stutzenstein
Pia Stutzenstein (Aken, 14 maart 1989) is een Duitse actrice.

## Biografie
Stutzenstein groeide op in Nideggen-Schmidt. Na haar afstuderen aan het Monschauer Gymnasium was ze van 2012 tot 2016 een student aan de Dramaschool Theaterakademie Keulen, waar ze in 2016 afstudeerde. In oktober 2014 volgde ze een workshop bij Sabine Schwedhelm op deze academie.
Van 2015 tot 2017 was Stutzenstein naast Daniele Rizzo de hoofdrolspeelster in de comedyserie Comedy Rocket, die meer dan 230 miljoen videoweergaven op Facebook had. Alleen al op YouTube bereikte de clip "Sex in der Badewanne" meer dan 18 miljoen kijkers (vanaf juni 2020). De clip "So gehen Beziehungen kaputt" werd veel besproken in de media als commentaar op digitalisering en AI. Mac Life omschreef de clip als "echt grappig en niet zo vergezocht". In 2017 werd Comedy Rocket genomineerd voor de Goldene Kamera Digital Award in de categorie Comedy.
In 2016 ontving Stutzenstein de publieksprijs voor Die Troja-Agonie, Parallelworlds Baranavichy, Wit-Rusland.
Sinds seizoen 27 is Stutzenstein de nieuwe partner aan de zijde van Erdogan Atalay in de RTL-serie Cobra 11.

## Filmografie (selectie)
- 2007: Emotions (korte film)
- 2012: Alles was zählt (televisieserie)
- 2012, 2013: Unter uns (televisieserie)
- 2014: Frau ohne Liebe (korte film)
- 2015-2017: Comedy Rocket (webserie, 35 afleveringen)
- 2016: El Olivo
- 2017: SOKO Köln (televisieserie)
- 2017: Wishlist (webserie, één aflevering)
- 2018: Alles auf eine Karte
- 2019: Einstein (televisieserie, 2 afleveringen)
- 2019: Der Fall Collini
- 2019: Das Traumschiff (televisieserie, aflevering: Sambia )
- 2020: Die Kanzlei - Heimatlos (televisieserie)
- sinds 2020: Alarm für Cobra 11 – Die Autobahnpolizei (televisieserie)
- 2020: Heldt - Club der Detektive (televisieserie)
- 2021: Kreuzfahrt ins Glück - Hochzeitsreise in die Toskana (televisieserie)
- 2021: MOODLAW - We Breathe Atmosphere (korte film)
- 2023: SOKO Stuttgart - K.o. im zweiten Satz (televisieserie)